# Alabes parvula
Alabes parvula är en fiskart som först beskrevs av Mcculloch, 1909.  Alabes parvula ingår i släktet Alabes och familjen dubbelsugarfiskar. Inga underarter finns listade i Catalogue of Life.